# کلم لیک (ویسکانسین)
کلم لیک (به انگلیسی: Clam Lake) یک منطقهٔ مسکونی در ایالات متحده آمریکا است که در گوردون واقع شده‌است. کلم لیک ۳۷ نفر جمعیت دارد.